# Cynorhinella bella
Cynorhinella bella är en tvåvingeart som först beskrevs av Samuel Wendell Williston  1882.  Cynorhinella bella ingår i släktet Cynorhinella och familjen blomflugor. Inga underarter finns listade i Catalogue of Life.